# Dream trance
Dream trance é um subgênero inicial da música trance que alcançou um lugar proeminente na cena internacional de dança entre 1995 e 1998 (colidindo com a primeira vez que o trance chegou ao mainstream). O termo "trance" é conhecido por influenciar amplamente a música house em geral, e, portanto, o subgênero também é conhecido como dream house ou dream dance em algumas ocasiões.
Hoje, o dream trance é considerado o primeiro e mais primitivo derivativo do movimento progressive house que começou por volta de 1992. Muitos produtores de psytrance emergentes na época (notavelmente o Infected Mushroom) também foram influenciados por ele.

## Definição
O elemento-chave do trance music reside em melodias cativantes e profundas de tais faixas, tipicamente tocadas em um instrumento acústico (piano, violino, saxofone, etc.) que são masterizados e depois amostrados em uma estrutura de batida eletrônica. As melodias são consideradas "sonhadoras", ou seja, tendendo a alterar a mente do ouvinte, daí o nome: "trance music", que significa "transe" ou "música de transe sonhadora".

## Origens
A criação do dream trance foi uma resposta às pressões sociais na Itália durante o início dos anos 90; o crescimento da cultura rave entre os jovens adultos e a popularidade das boates criaram uma tendência semanal de mortes por acidentes de carro quando os frequentadores do clube atravessavam o país durante a noite, adormecendo ao volante de danças extenuantes, álcool e drogas. Em meados de 1996, as mortes causadas por esse fenômeno, chamado "strage del sabato sera" ("abate de sábado à noite") na Itália, estavam sendo estimadas por volta de 2000, desde o início dos anos 90. "Children" de Robert Miles é um dos trilhos pioneiros do género e foi criado devido a estes acidentes. O movimento de DJs como Miles para tocar músicas mais lentas e calmas para concluir o set de uma noite, como forma de neutralizar as faixas repetitivas e em ritmo acelerado que antecederam, foi recebido com aprovação por autoridades e pais de vítimas de acidentes automobilísticos.

## Estrutura
O dream trance usa batidas de dance semelhantes às dos gêneros Eurodance e dance-pop, em vez de batidas de trance genuínas misturadas em 4-a-4 padrões de baixo com um som particularmente repetitivo. O foco da música é principalmente na melodia e não na batida, resultando em uma melodia de trance e uma batida house-like. A estrutura rítmica também é muito simples, no entanto, como dito antes, toda a importância é acentuada em cordas instrumentais que derivam em várias notas e moldam as músicas.
Portanto, o estilo é muito semelhante ao trance em sua consistência geral, com a única diferença é de uma progressão constante, semelhante à de uma progressive house.